# 克雄日城堡
克雄日城堡（波蘭語：Zamek Książ；德语：Fürstenstein）是位於波蘭下西里西亚省城市瓦烏布日赫的一座城堡，于1288至1292年期间建造。克雄日城堡位于克雄日景观公园内，俯瞰佩烏奇尼察河的峡谷而建，是西里西亚地区最大的城堡，现在是瓦烏布日赫著名的旅遊景點。

## 历史
位于该地的第一座城堡群于1263年被波西米亚奥托卡二世国王麾下的軍隊摧毁。

### 第二座城堡群时期
西里西亚公爵布尔柯一世（卒于1301年）是希维德尼察和亚沃尔的统治者，他在1288年至1292年间建造了一座新城堡，以用于居住。此外，它还包括上萨尔茨布伦，希维博济采和佩兹尼察的邻近定居点。1368年公爵小布尔科二世去世，未留下后代。这座城堡移交给了布尔科侄女安妮的儿子波西米亚的卢森堡国王瓦茨劳斯四世，小布尔科二世的遗孀艾格尼丝则为自己保留了使用权。在她1392年去世后，自1376年后兼任罗马国王的瓦茨劳斯国王（King Wenceslaus）占领了斯威德尼察公国，并获得了克西恩城堡。
后来西亚兹庄园被出售，因此这座城堡曾被很多人持有。1401年，波希米亚贵族Chotěmice（卒于1442年）获得了该城堡，他后成为该地区的实际统治者。在胡赛德战争期间，这座城堡被叛乱分子于1428-1429年占领。波希米亚国王波德布拉迪（George  of Poděbrady）从他的后代那里获得了西亚兹（Książ），并将政府移交给了摩纳维亚将军纳西德尔（Nasiedle）。1466年汉斯·冯·舍伦多夫获得了这座城堡。
第二座城堡群于1482年被军事指挥官格奥尔格·冯·斯坦（Georg von Stein）摧毁，当时匈牙利国王马蒂亚斯·科维努斯（Matthias Corvinus）的军队在西里西亚领土上发动了进攻。

### 第三座城堡群时期
城堡后来得到重建。斯坦因将庄园的财产托付给霍伯格的弗雷德里克（Frederick），他的后裔霍伯格的康拉德一世（Konrad I）于1509年获得了城堡山。霍伯格家族拥有城堡直到二十世纪40年代。自16世纪中叶开始，城堡以文艺复兴时期的豪华风格进行了重建。
1932年，汉斯·海因里希伯爵搬到了英国，在那里他获得了英国国籍，并在第二次世界大战期间加入了英国军队。第二次世界大战开始后，波兰被德国占领。1943年，由于家族坚决反对纳粹主义，德国纳粹政府没收了城堡。宫殿用作柏林州立图书馆珍贵藏品的存储设施。1944年纳粹军队占领该城堡。此外，他的兄弟，普契奇纳城堡的所有者霍赫贝格伯爵（Alexander of Hochberg）加入了波兰军队。在党卫军人员的监督下，位于克西恩（Książ）的建筑群成为了庞大的地下Riese项目群的一部分，后者可能是计划中的富勒总部和阿道夫·希特勒的未来住所。强迫劳动者和格罗斯-罗森集中营的在押人员在不人道的条件下进行了建筑工程。1945年，在维斯瓦–奥得河进攻后，城堡被红军占领。在苏联占领期间，许多文物被盗或被摧毁。
战后，这座城堡被用作娱乐场所和文化中心。1990年，它正式成为瓦乌布日赫市议会的财产。近年来，内部的大部分已得到精心修复。波兰科学院目前正在城堡下方的隧道综合体的一部分进行重力计测量，在导游的带领下，公众可以进入几条隧道参观。2014年12月10日，一场大火烧毁了城堡东部的大部分梁和屋顶。大约30个消防队从下西里西亚赶来灭火。

## 图片

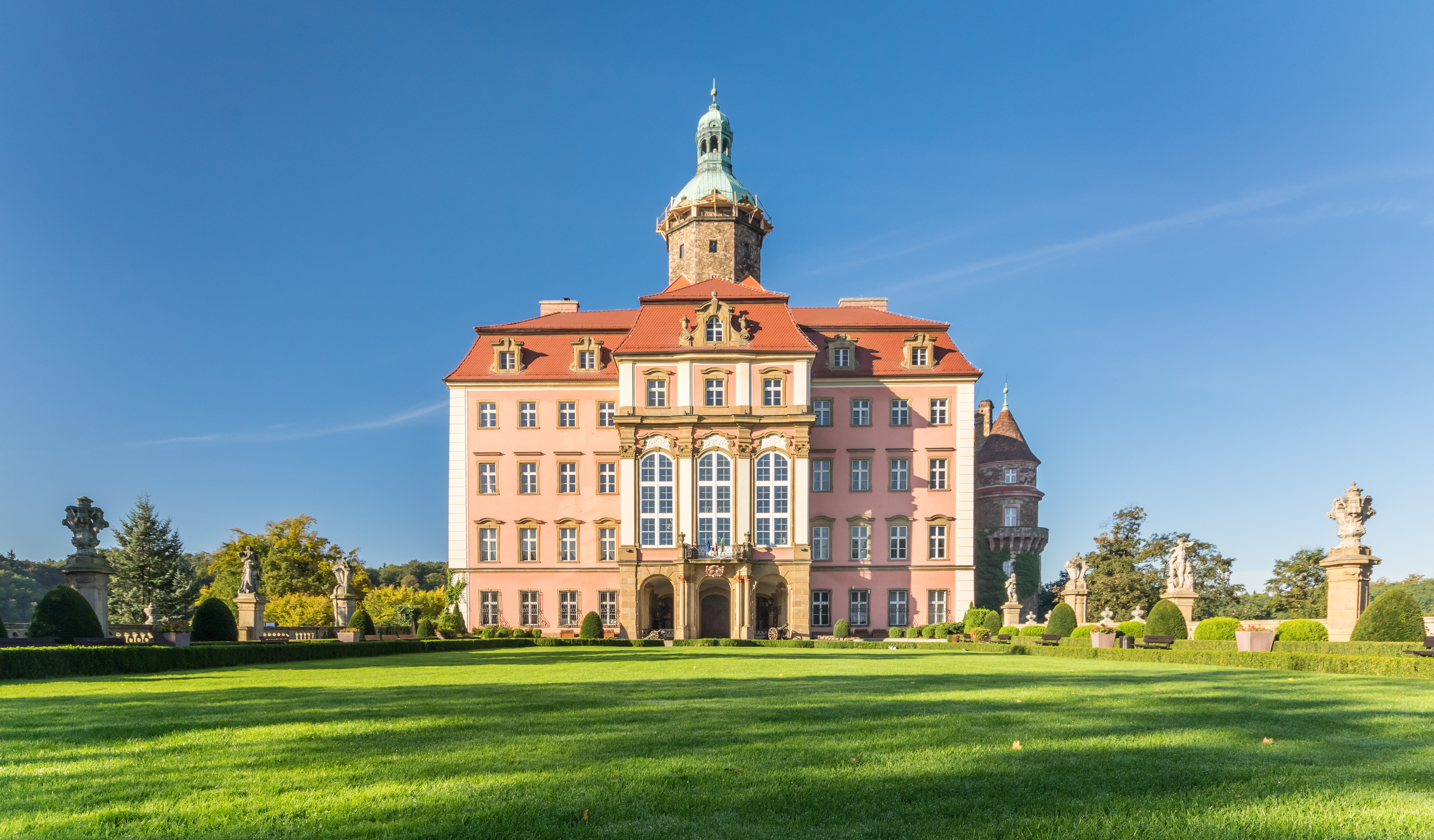
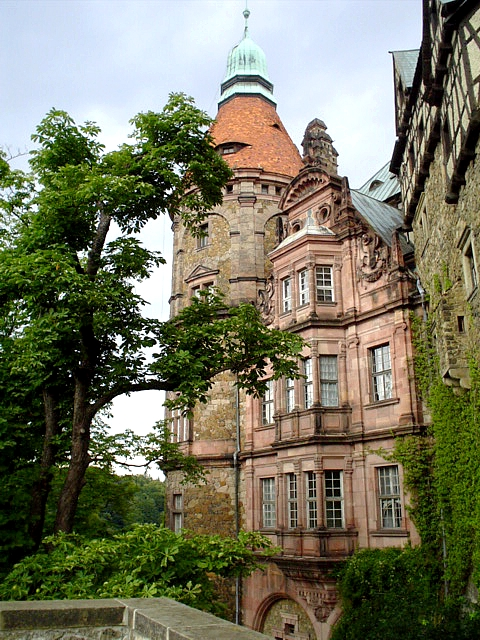
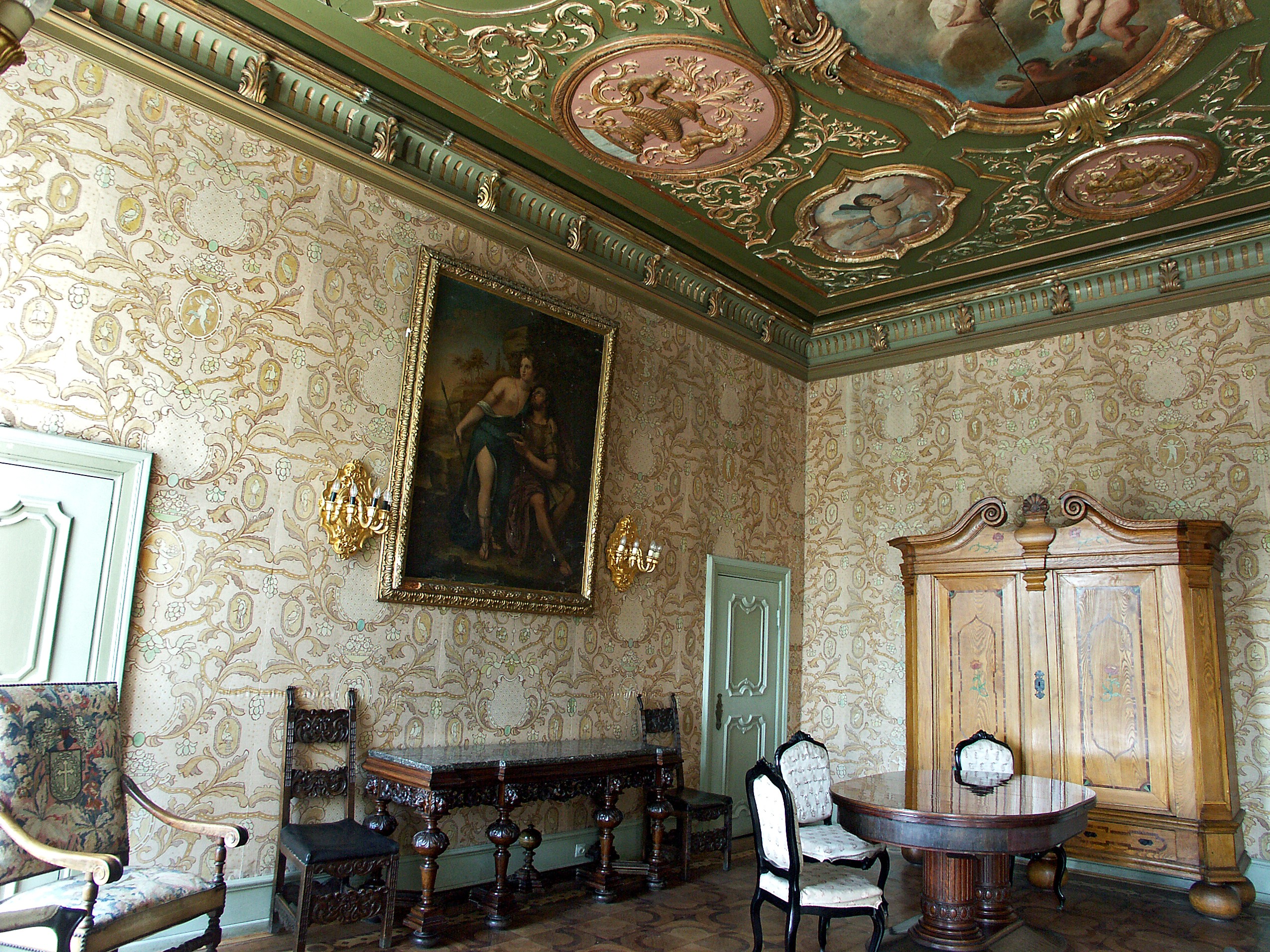
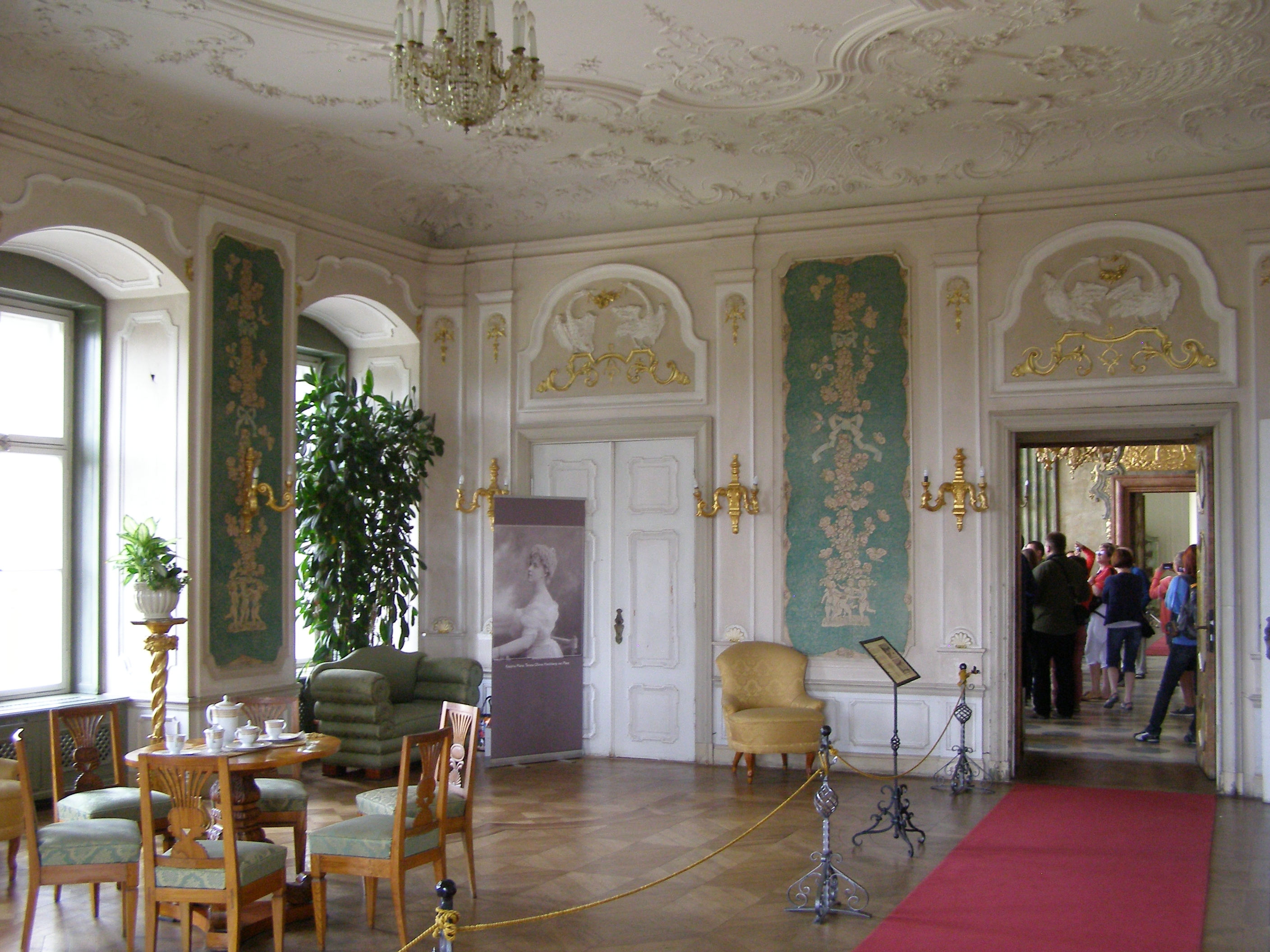
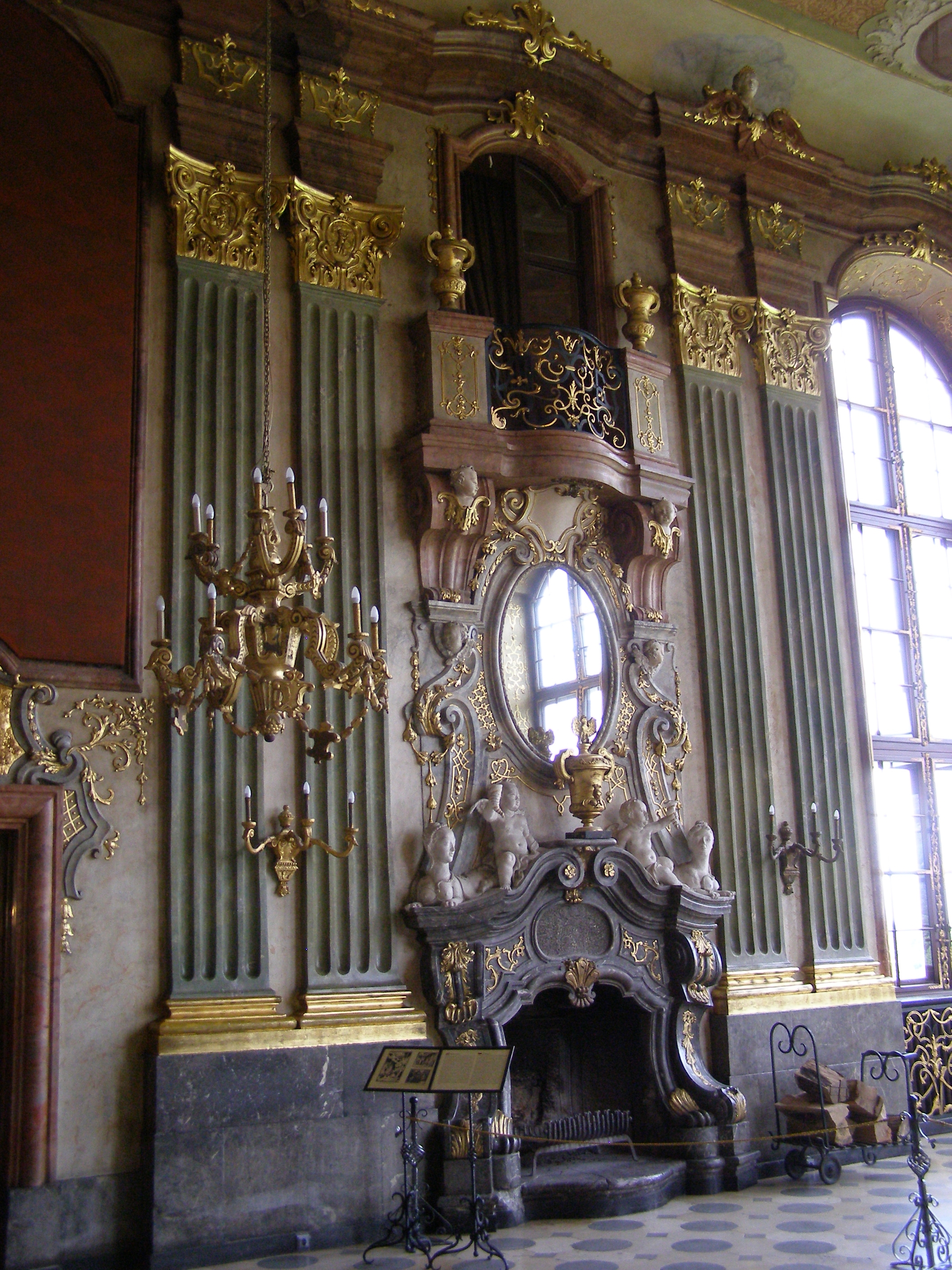
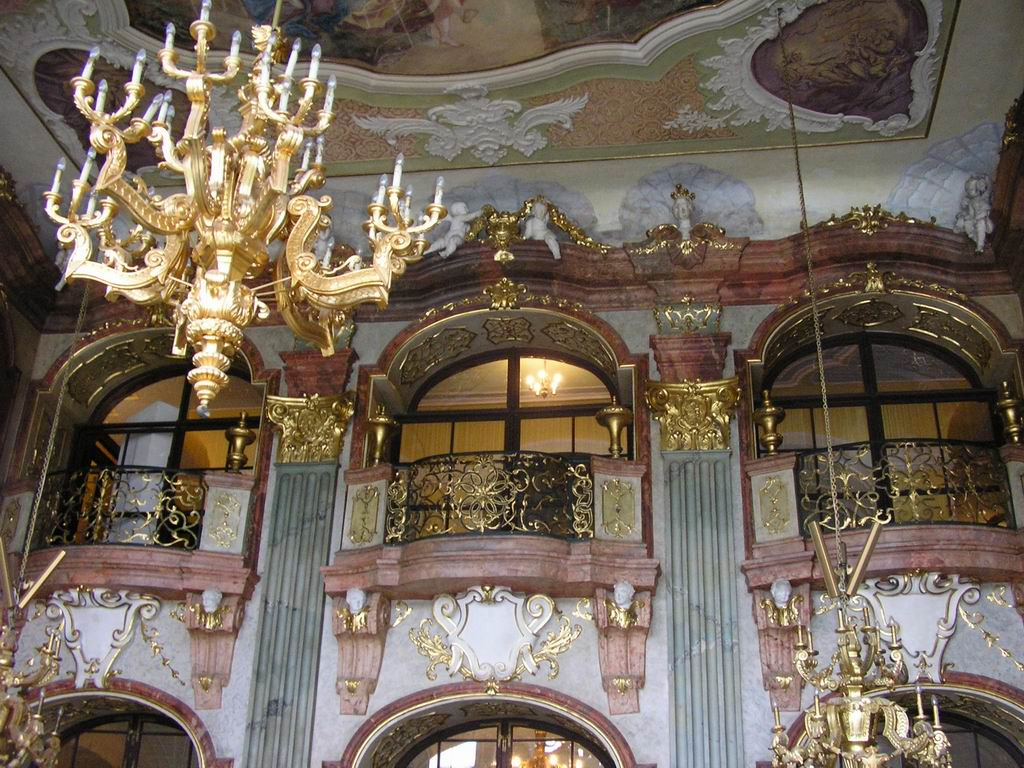
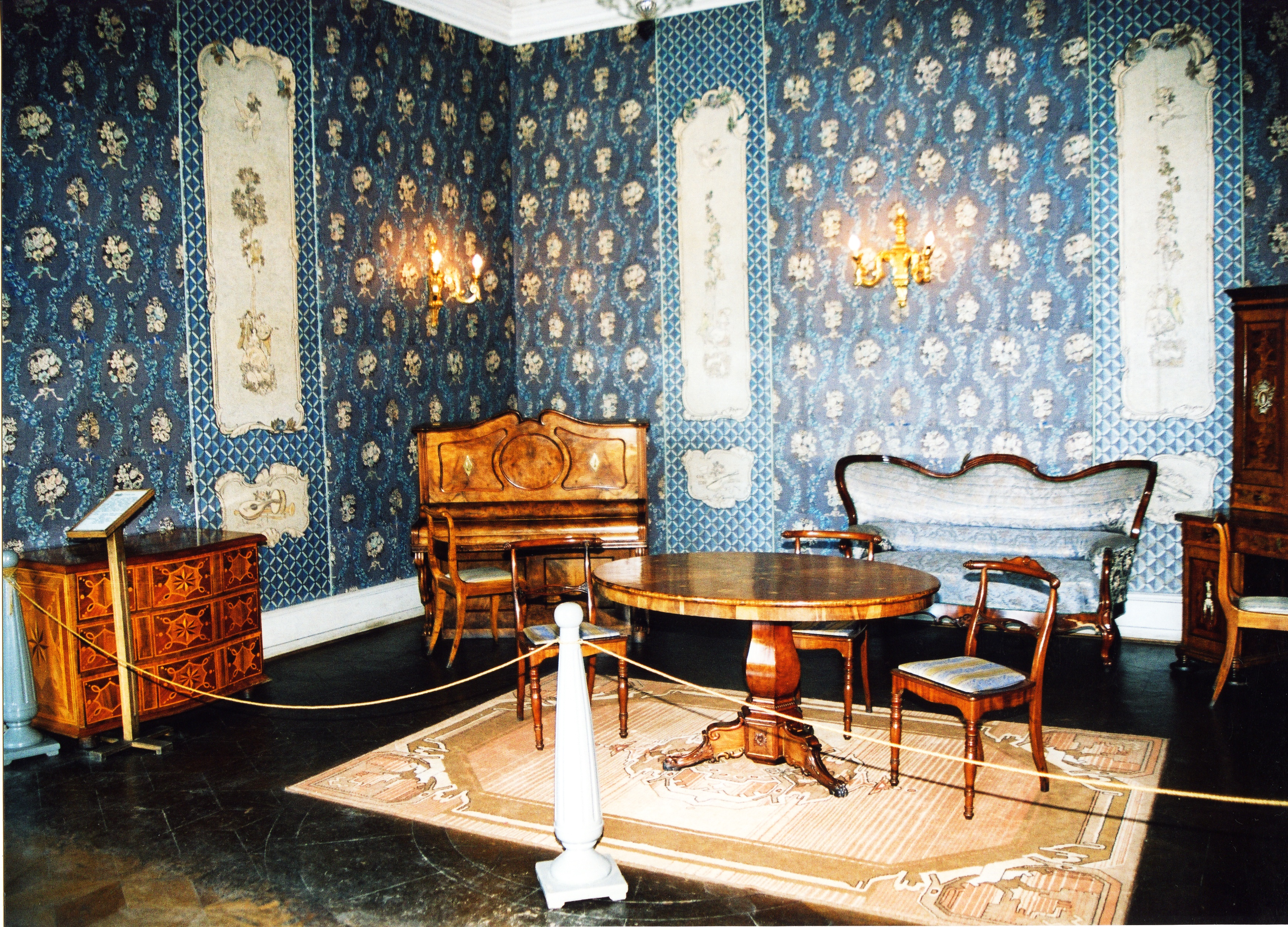
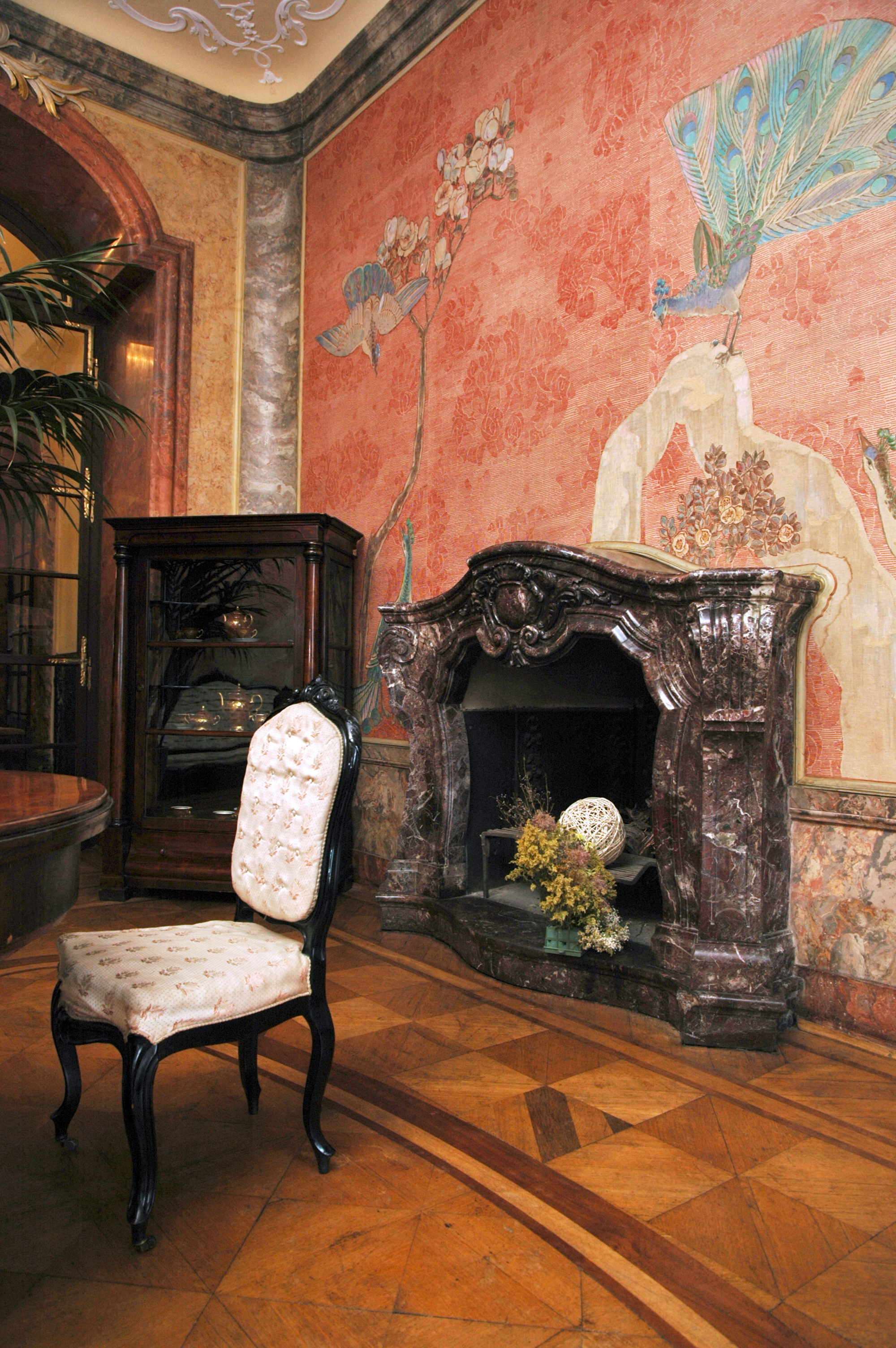
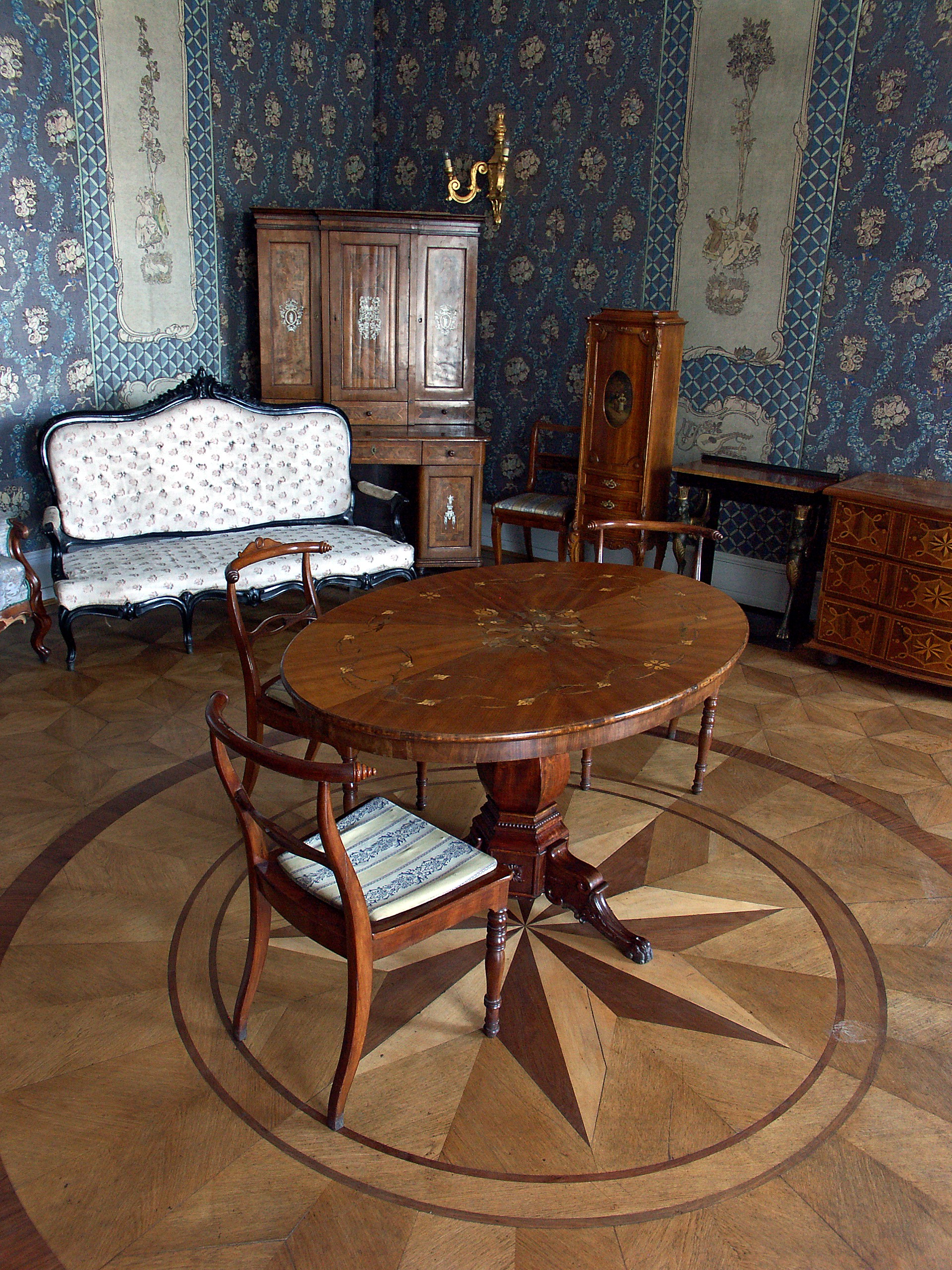
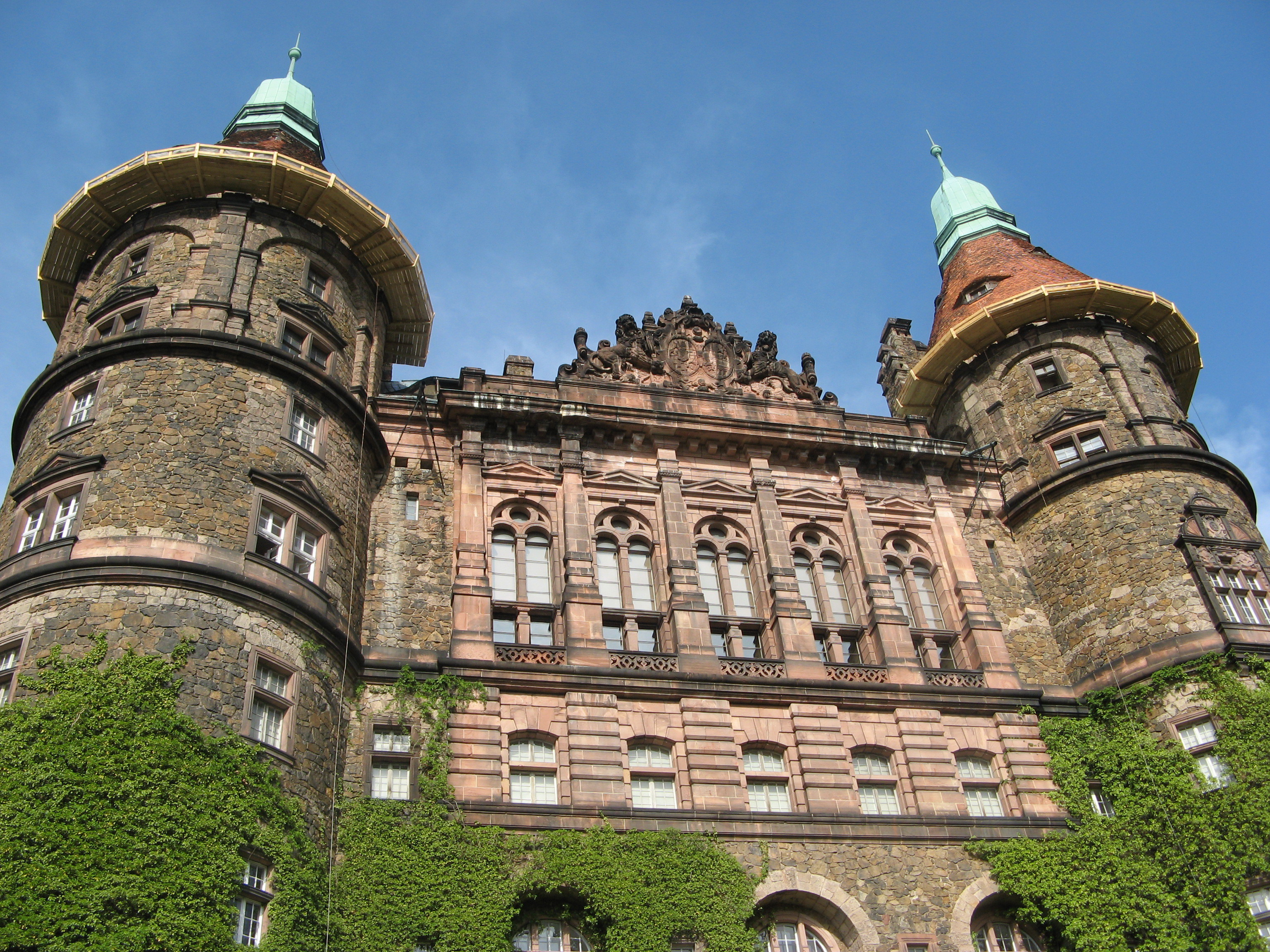
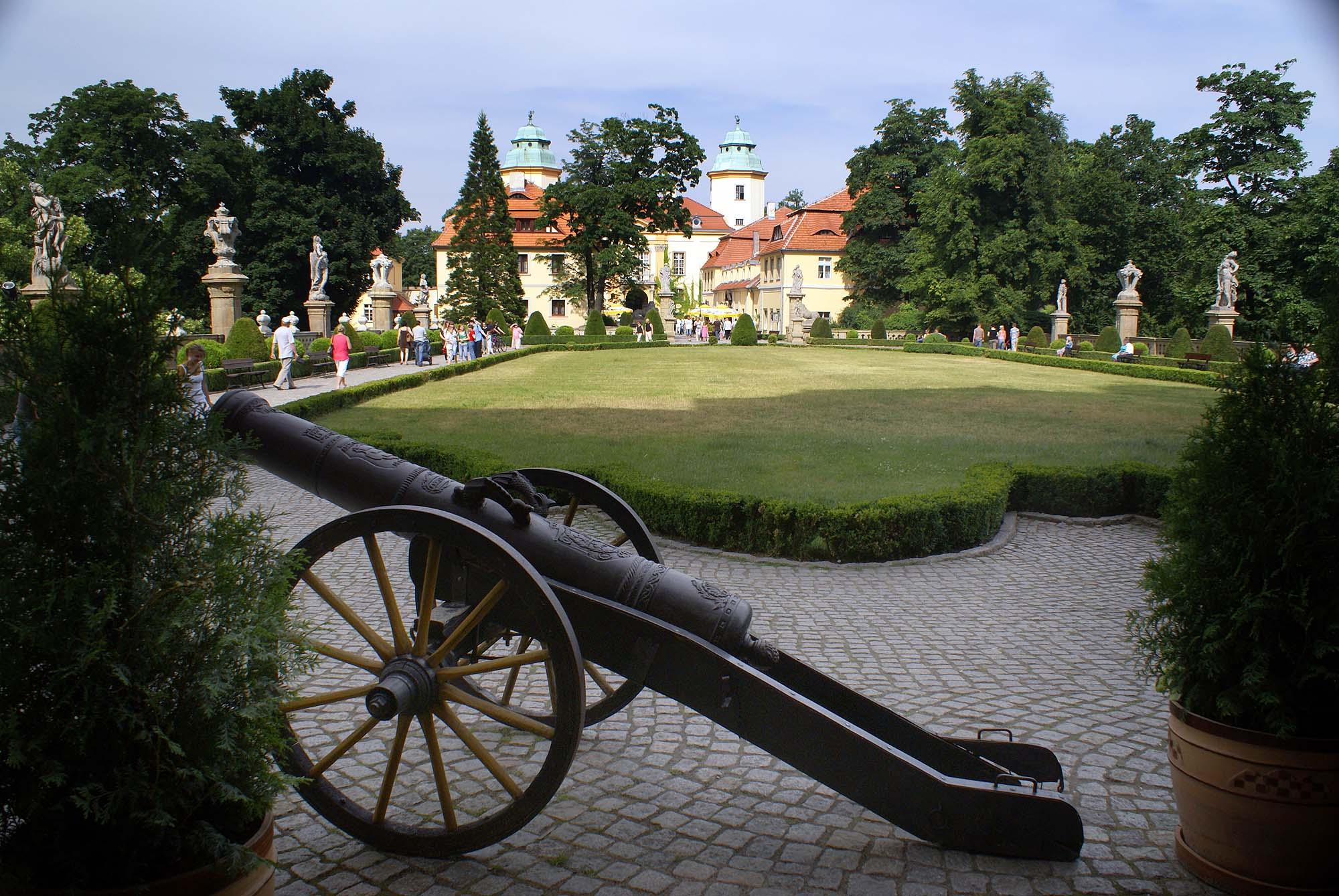
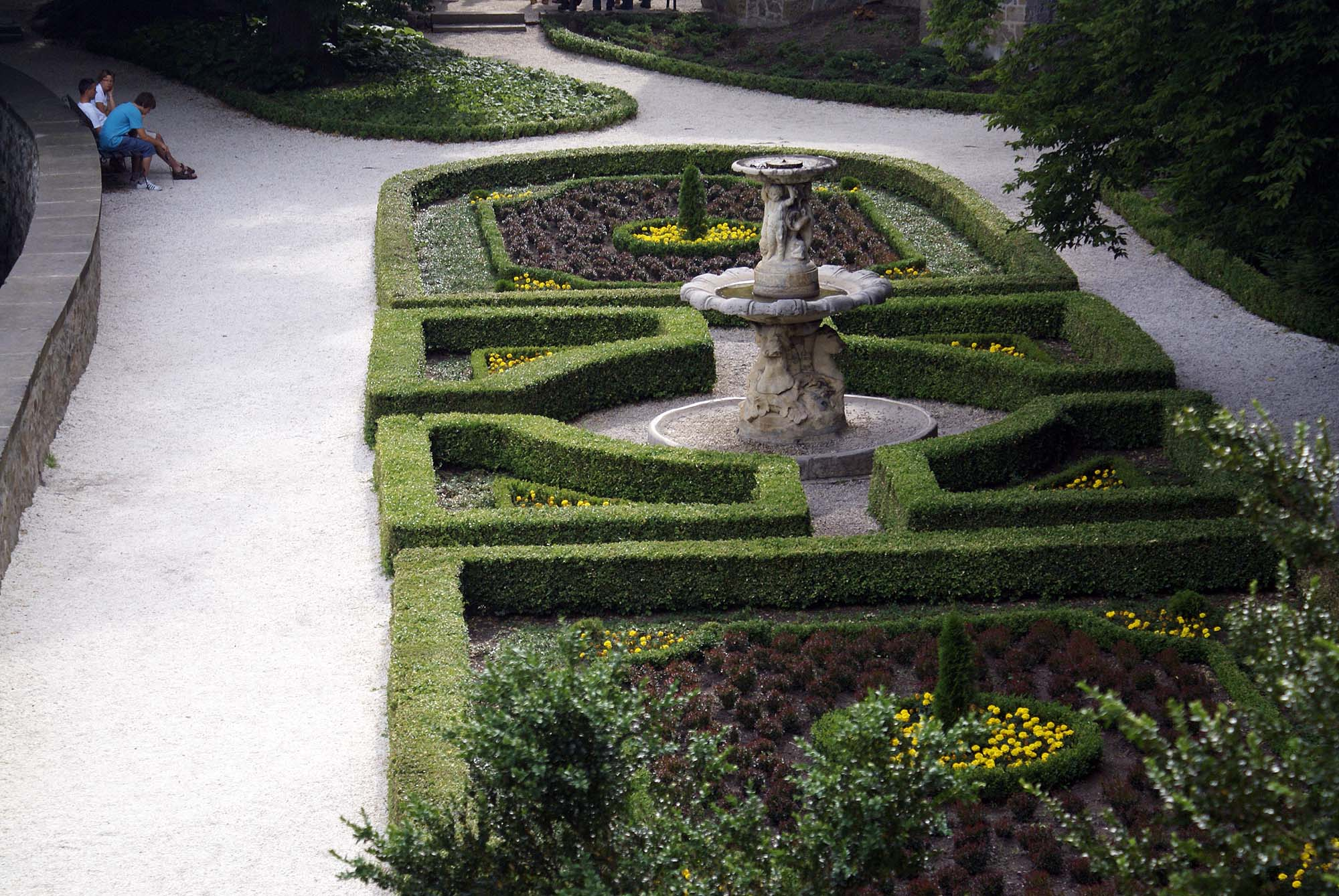
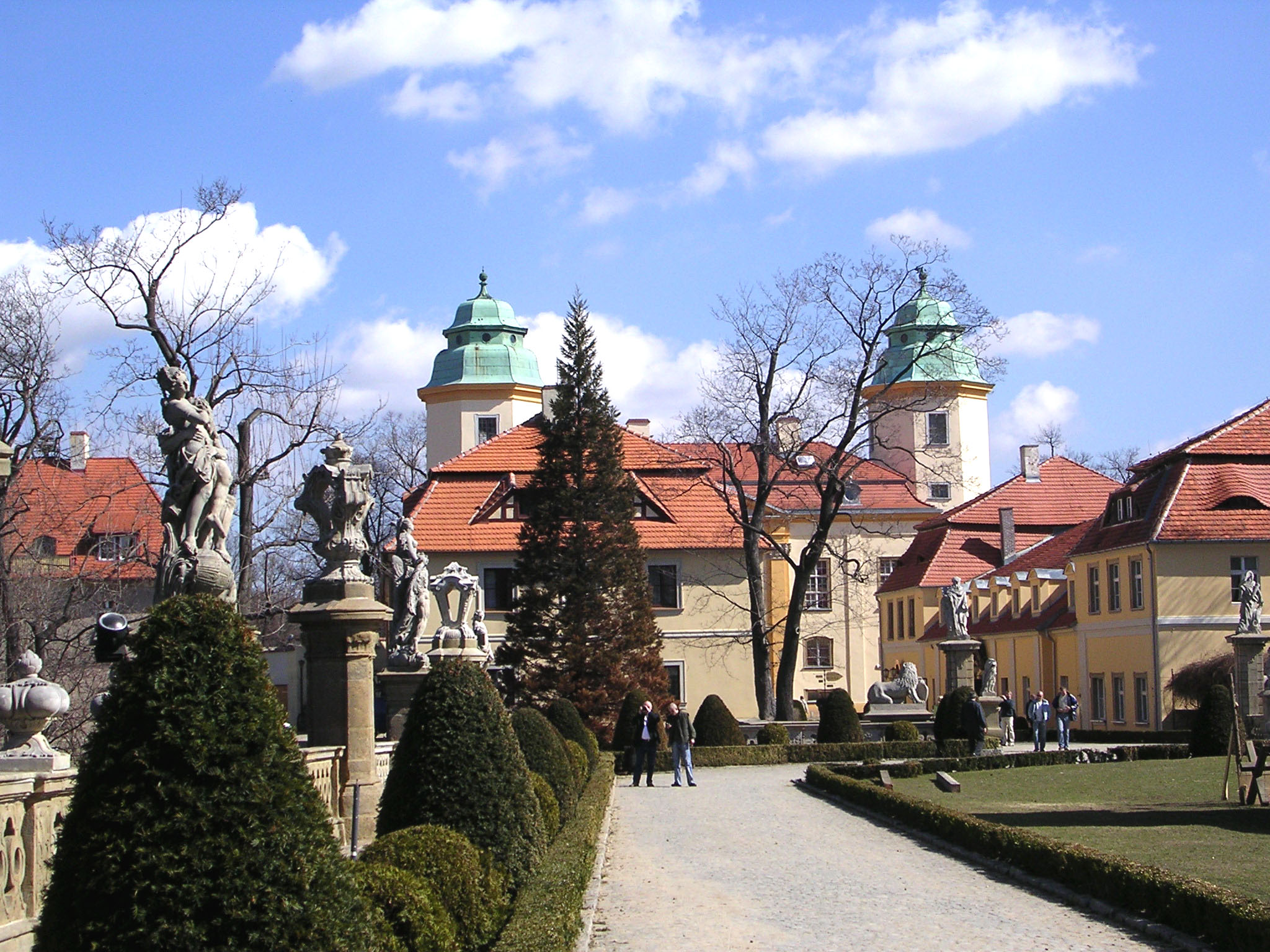
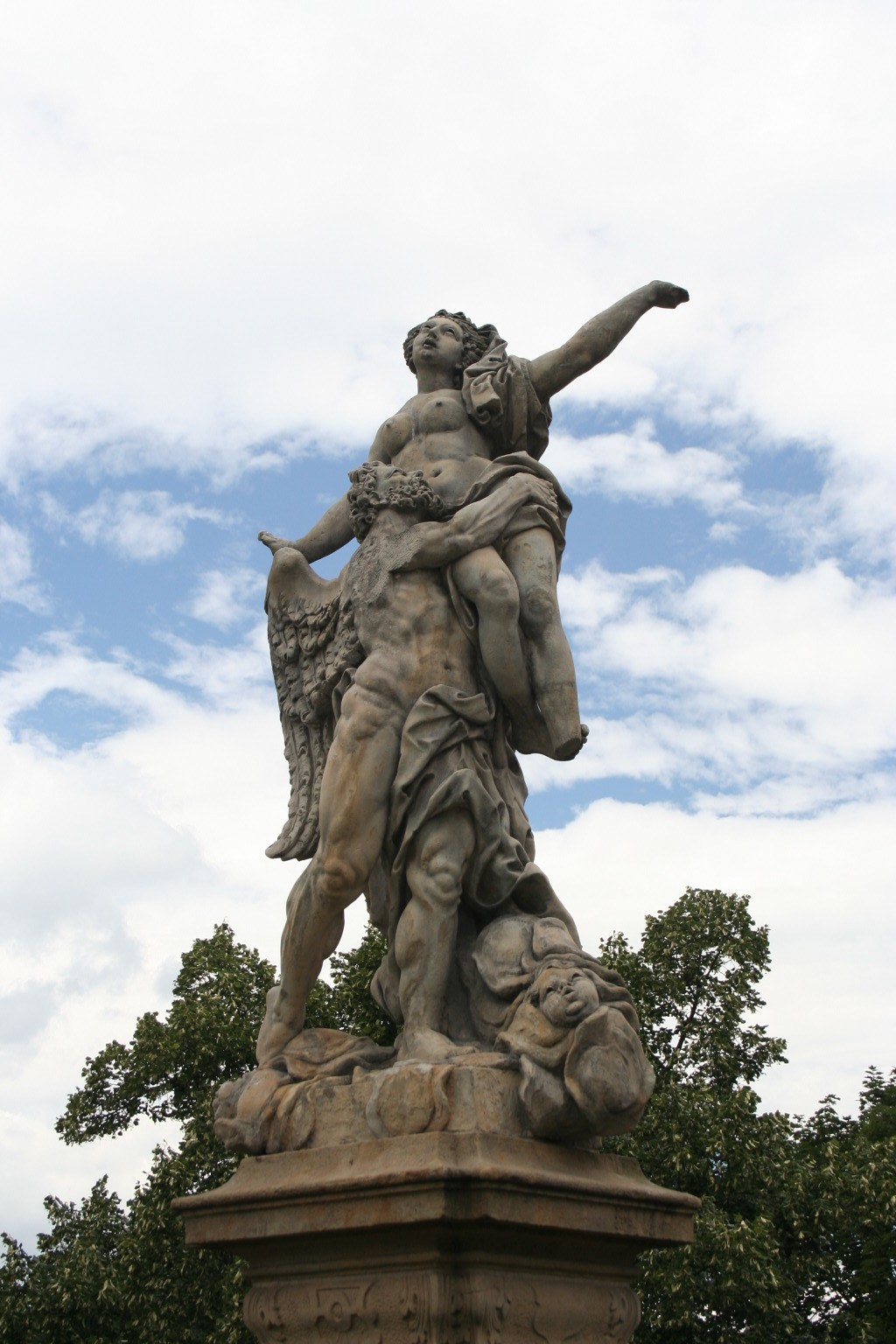